# Mercenaries: Playground of Destruction
Mercenaries: Playground of Destruction est un jeu vidéo de tir à la troisième personne sorti en 2005 sur PlayStation 2 et Xbox. Il a été développé par Pandemic Studios et édité par LucasArts.
Mercenaries a connu une suite, Mercenaries 2 : L'Enfer des favelas, sortie en 2008 sur PC, PlayStation 2, PlayStation 3 et Xbox 360.

## Système de jeu
Avec trois personnages au choix, vous évoluez dans une Corée fictive dont on reconnaît malgré tout quelques traits.
(Le joueur peut choisir d'incarner Jennifer Mui, une anglaise d'origine chinoise, réputée pour sa discrétion. Celle-ci parle couramment le chinois, lui permettant d'écouter les discussions dans cette langue. il peut également choisir Matthias Nilsson, un soldat suédois maîtrisant la langue russe, réputé pour sa rapidité ou Chris Jacobs, soldat américain né d'une mère coréenne possédant une importante résistance physique aux balles.)
Vous, soldat de l'OTAN atterrissez sur la DMZ (la Zone Démilitarisée, frontière entre Corée du Nord et du Sud) et devez pacifier la Corée dirigée d'une main de fer par le général Song en abattant des hauts dignitaires de la Corée du Nord; chacun représentés par une carte d'un jeu de cartes à jouer. 
Vous pourrez avoir comme alliés (ou ennemis) plusieurs factions militaires telles que la Chine, la mafia russe, et/ou la Corée du Sud dans un mécanisme d'affinités selon vos actes et les missions que vous accomplissez pour chacune d'elles. Les missions sont diverses et variées (de la traque d'un ennemi caché au milieu d'une gare abandonnée à la destruction de pas de lancement de missiles) le joueur peut arriver à ses fins via un éventail d'armes fourni qui permettra d'organiser le gameplay de la façon qu'il le souhaite (armes lourdes ou à silencieux). Toutes les armes peuvent être récupérées sur des cadavres ou dans des caisses et tous les véhicules peuvent être conduits (de la voiture civile aux chars Nord-coréens.)
Des caisses d'équipements peuvent être parachutées afin d'aider le joueur dans sa tâche.

## Bande-son
La musique orchestrale du jeu a été composée par Michael Giacchino en collaboration avec Chris Tilton. Elle est jouée par le Northwest Sinfonia et est sortie sur un album comprenant 21 pistes.